# وزارة الصحة العامة (أفغانستان)
وزارة أفغانستان للصحة العامة (بالدرية: وزارت صحت عامه افغانستان)،(بالبشتوية: د أفغانستان د عامې روغتیا وزارت)‏ هي الوزارة في الحكومة الافغانية التي تتعامل مع المسائل المتعلقة بالصحة في أفغانستان السكان. اعتباراً من 2021 وزير الصحة بالوكالة هو الدكتور قلندر عباد. تقدم وزارة الصحة العامة تقريرًا سنويًا لإطلاع الجمهور على التطورات في قطاع الصحة في أفغانستان.

## الوزارة
في أعقاب الغزو الأمريكي لأفغانستان، قامت وزارة الصحة، إلى جانب منظمة الصحة العالمية وشركاء تقنيين ومانحين آخرين، بإعادة بناء قطاع الصحة. في ذلك الوقت، كان ما لا يقل عن 70٪ من السكان الأفغان يعتمدون على الخدمات الصحية التي يقدمها المجتمع الدولي. ما يقرب من ستة ملايين أفغاني لا يحصلون على الرعاية الطبية أو يحصلون على القليل منها. بالإضافة إلى ذلك، لا توجد مرافق صحية على الإطلاق في 50 مديرية من أصل 330 في البلاد.
هدف الوزارة هو تطوير قطاع الصحة لتحسين صحة الشعب الأفغاني، وخاصة النساء والأطفال، من خلال تنفيذ الحزمة الأساسية من الخدمات الصحية (BPHS) والحزمة الأساسية لخدمات المستشفيات (EPHS) كمعيار، الحد الأدنى المتفق عليه من الرعاية الصحية الواجب توفيرها في كل مستوى من مستويات النظام الصحي. تريد خفض المستويات المرتفعة للوفيات والمراضة من خلال:
- 1) تحسين الوصول إلى خدمات الطوارئ الجيدة والروتينية الإنجابية وصحة الطفل.
- 2) زيادة تغطية وجودة الخدمات للوقاية من الأمراض المعدية وسوء التغذية وعلاجها بين الأطفال والكبار
- 3) تعزيز التطوير المؤسسي والإدارة على المستوى المركزي ومستوى المقاطعات لضمان تقديم خدمات صحية عالية الجودة وفعالة من حيث التكلفة.
- 4) زيادة تطوير قدرة العاملين الصحيين على إدارة خدمات صحية جيدة وتقديمها بشكل أفضل.[6]

## الوزراء
| اسم                     | السنوات                                         | ملحوظات                                                                                                  |
| ----------------------- | ----------------------------------------------- | --- |
| كبرى نورزاي             | 1965-1969                                       | أول وزيرة في أفغانستان                                                                                   |
| عبد الرؤوف محمد         | بين 1996-1999                                   | التمثيل بقيادة محمد عمر                                                                                  |
| محمد عباس اخوند         | بين 1996-2001                                   | تحت محمد عمر                                                                                             |
| شير محمد عباس ستانيكزاي | بين 1996-2001                                   | نائب الوزير برئاسة محمد عمر                                                                              |
| سهيلة صديقي             | 2001-2004                                       | |
| سيد محمد أمين فاطمي     | 2004-2010                                       | أعيد ترشيحه في 2010 لكن لم يحصل على موافقة من مجلس الشعب الأفغاني                                        |
| ثریا دلیل               | 2010-2014                                       | في البداية لم يحصل على موافقة البرلمان الأفغاني وتم تعيينه وزيرًا بالإنابة قبل أن يتم تأكيده في عام 2012. |
| فيروز الدين فيروز       | 2015-2018                                       | حصل على موافقة رسمية من البرلمان الأفغاني وأصبح الوزير الرسمي المعتمد                                    |
| جواد عثماني             | 2019-2020                                       | حصل على موافقة رسمية من البرلمان الأفغاني ولكن سرعان ما أجبر على الاستقالة                               |
| وحيد مجروح              | كانون الثاني (يناير) 2021 - أيلول (سبتمبر) 2021 | وزير الصحة بالوكالة                                                                                      |
| قلندر عباد              | أيلول (سبتمبر) 2021 حتى الوقت الحاضر            | وزير الصحة بالوكالة                                                                                      |

## روابط خارجية
- وزارة الصحة العامة في أفغانستان (MoPH)
- قسم الصحة في أفغانستان على الإنترنت
- Danish Karokhel، Ezatullah Zawab (13 يونيو 2003). "Tough Cure for Mental Problems: People with psychological problems are chained up at a holy shrine, hoping traditional methods will cure them". معهد صحافة الحرب والسلام [الإنجليزية]. مؤرشف من الأصل في 2010-11-17. اطلع عليه بتاريخ 2008-2-10. The numbers of mentally ill people in Afghanistan have increased over the years of war, famine, and unemployment. At the hospital in Jalalabad, mentally ill patients are housed three or four to a room meant for a single person, while others are chained outside the rooms. Most receive little attention.